# Jadoo
Jadoo (/ˈdʒɑːduː/ JAH-doo; arabă جادو, berberă Jadu) este un oraș în Libia. În timpul celui de-al Doilea Război Mondial, Italia a construit în Jadoo un lagăr de exterminare a evreilor.